# Aurikalcit

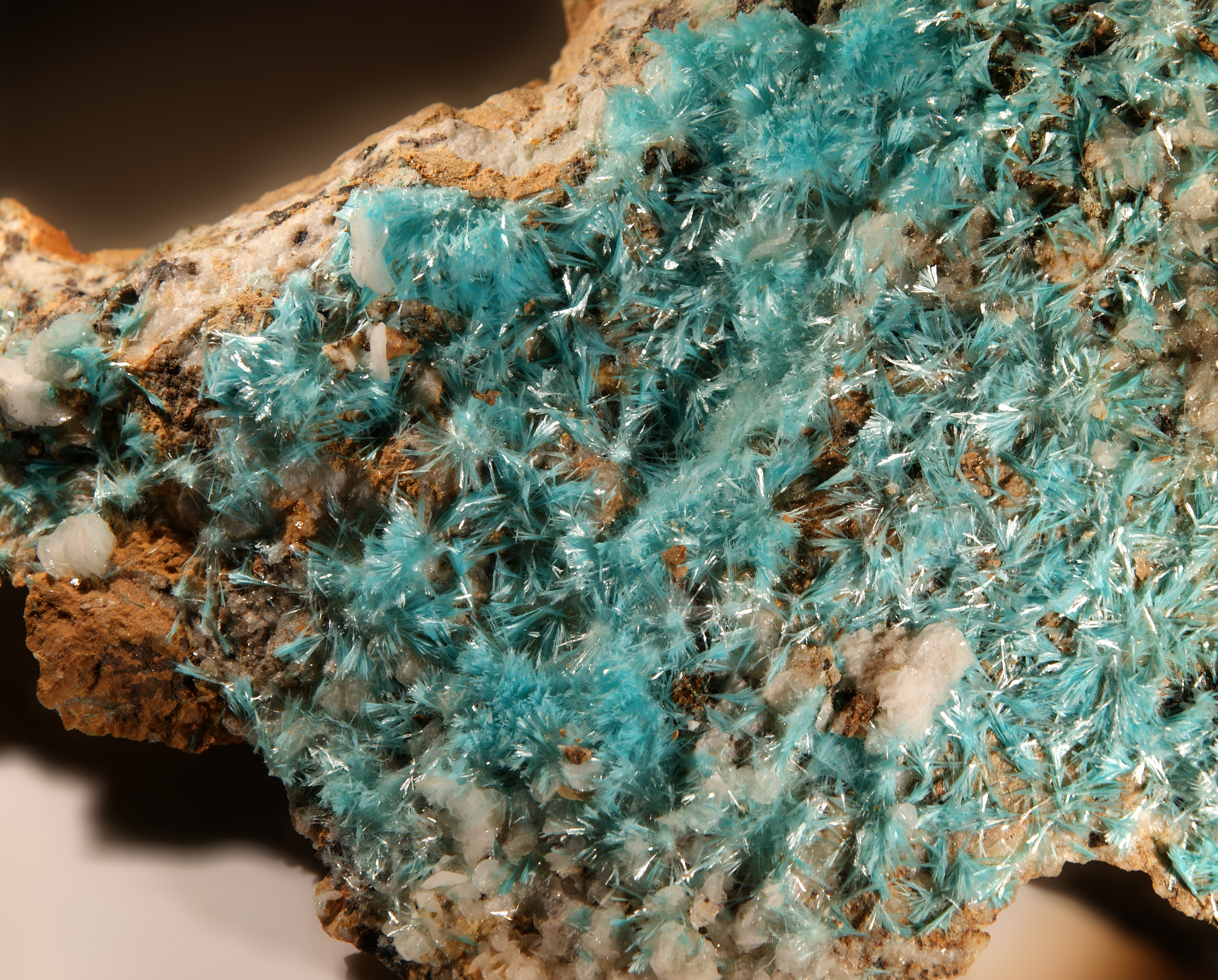
Aurikalcit

Aurikalcit är ett karbonatmineral som har den kemiska sammansättningen (Zn,Cu)5(CO3)2(OH)6 (zinkkoppar-karbonat-hydroxid). Förhållandet zink till koppar är cirka 5:4.

## Egenskaper
Aurikalcit är blekt grönt, grönblått eller himmelsblå med ett blekblågrönt streck och pärlglans med Hårdhet 1–2 och hör till det monoklina kristallsystemet. Den har prismatiska kristaller ofta i form av korsbildningar och ibland kolumnära strukturer. Koppar (Cu2+) ger aurikalcit dess grön-blå färger.

## Förekomst

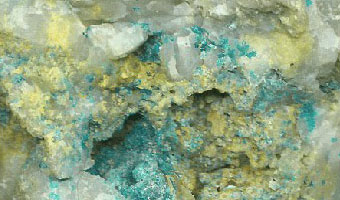
Aurikalcit

Aurikalcit bildas i koppar-zink-ådror tillsammans med azurit och malakit. Det förekommer vanligtvis i den oxiderade zonen av koppar- och zinkavlagringar. Associerade mineraler är rosasit, smithsonit, hemimorfit, hydrozinkit, malakit och azurit.
Den beskrevs första gången 1839 av Bottger som döpte mineralet för dess zink- och kopparinnehåll efter det grekiska όρειχαλκος, för "bergsmässing" eller "bergkoppar", namnet på orikalkum, en fantastisk metall, som nämns i legenden om myten Den förlorade kontinenten Atlantis. Typorten är Loktevskoyegruvan, Övre Loktevkafloden, Rudny Altai [ru], Altai Krai, Västra Sibirien, Ryssland.